# Adelaide de Sousa Pereira Cordeiro
D. Adelaide de Sousa Pereira Cordeiro de Araújo e Sequeira, primeira e única baronesa de Paulo Cordeiro (24 de Janeiro de 1853 - 1919). É muito conhecida como uma das pessoas que mais incentivou a cultura em Portugal no século XIX.

## Biografia
Filha do tenente-coronel da artilharia José António Pereira de Araújo e Sequeira, que por sua vez era filho do major Francisco António Ramiro de Sequeira, governador de Vila Nova de Portimão, e de Maria José Travassos de Melo Cordeiro, filha de Maria José de Travassos de Melo e de João António Paulo Cordeiro, Fidalgo tido este como um milionário capitalista. D. Adelaide herdou do avô materno sua fortuna e o brasão que este ostentava nas portas da sua casa.
Casou pela primeira vez a 24 de Fevereiro de 1881, em Mértola, com um médico-cirurgião seu primo, Dr. Olímpio Pessoa. Não teve filhos deste matrimónio pomposamente celebrado e foi após a morte de Olímpio que, por decreto de 2 de Junho de 1887 do rei D. Luís I de Portugal, lhe foi concedido o título de baronesa. Após receber o título, D. Adelaide de Sousa gozou ainda mais de uma grande influência na Corte, e o seu dinheiro e posição social fizeram com que fosse procurada por vários pretendentes que a si desejavam tornar esposa.
Sendo agora baronesa, manteve o apelido da sua mãe, Travassos de Melo, para ostentar a sua riqueza na Corte. Mas não queria fazê-lo sozinha, e, assim contraiu matrimónio com outro primo, ainda que afastado: D. Salvador de Almeida Correia de Sá, que era o 3.º Conde do Lavradio.
A família de Almeida [Portugal] Correia de Sá [e Benevides Velasco da Câmara], dos Marqueses do Lavradio de juro e herdade Condes de Avintes de juro e herdade, já era considerada uma família tradicional no seio da Corte portuguesa e muitos membros da família ainda hoje ocupam um lugar na História de Portugal. Especula-se que esta família ainda reservasse sangue de bragantino, por conta do que a baronesa passou a ter o direito de utilizar o título de tratamento Dona.
Foi, mais que tudo, um casamento por interesses gerido. Contudo, também desta vez a baronesa não obteve descendência. Especula-se, assim, que a rica baronesa fosse infértil.
Dedicou-se então ao mecenato cultural, acção pela qual hoje é ainda relembrada. Com os extremos incentivos a novos artistas, desde poetas e pintores, escultores a bailarinos, a sua influência nas artes foi notória e aclamada, sendo conhecida como uma das maiores incentivadoras da arte portuguesa do século XIX.
Era prima-irmã de Joaquim de Seabra Pessoa, pai de Fernando Pessoa.

## Títulos
Barão de Paulo Cordeiro foi um título nobiliárquico criado oficialmente por Decreto de 2 de Junho de 1887 de D. Luís I de Portugal, em favor de D. Adelaide de Sousa Pereira Cordeiro de Araújo e Sequeira.